# Richard Allen
Richard Allen (14 de fevereiro de 1760 — 26 de março de 1831) foi um líder religioso afro-americano estadunidense, primeiro bispo negro dos Estados Unidos e fundador da Igreja Metodista Episcopal Africana.

## Vida
Allen nasceu escravo, presumivelmente na Filadélfia ou em Delaware, numa família pertencente a um importante advogado, Benjamin Chew. Em 1768 foram vendidos a um fazendeiro. Em 1777, Allen converteu-se ao metodismo. Tornou-se um pregador metodista, pregando onde tivesse oportunidade, fosse nas plantações ou igrejas locais. Seu proprietário foi um dos primeiros convertidos, permitindo que Allen comprasse a liberdade.
Após viajar por um tempo pregando, em 1786 Allen retornou para a Filadélfia e juntou-se à St. George's Methodist Church, a primeira Igreja Metodista na América. Seu ministério atraiu muitos negros, e após sofrerem a pressão da segregação e do racismo, deixaram a igreja. Allen e outros líderes metodistas negros fundaram em 1787 Free African Society (FSA), como uma associação religiosa não-denominacional e sociedade de ajuda mútua.
Enquanto a maioria dos membros negros desejou afiliar-se à Igreja Episcopal Protestante, Allen liderou um grupo que decidiu permanecer metodista. Em 1793, quando estourou uma epidemia de febre amarela em Filadélfia, e após centenas de mortes e fugas da cidade, autoridades da cidade abordaram Allen e perguntaram se a comunidade negra poderia ajudar a servir os sofredores e a enterrar os mortos. Apesar do racismo das autoridades, a comunidade negra consentiu e auxiliou com compaixão e mostrando à comunidade branca, de mais uma forma, a igualdade moral e espiritual dos negros.
Em 4 de fevereiro de 1794, no prédio que fora uma oficina de ferreiro, foi fundada a Mother Bethel African Methodist Episcopal Church, a primeira igreja negra independente nos Estados Unidos. Em 1799, Allen tornou-se o primeiro afro-americano a ser oficialmente ordenado no ministério da Igreja Metodista Episcopal, através do bispo Francis Asbury. Apesar das tentativas de interferência dos metodistas brancos, Allen conseguiu nos tribunais da Pensilvânia o direito de sua congregação existir como uma instituição independente, em uma decisão final no primeiro dia de 1816. Como os metodistas negros em outras comunidades do meio-atlântico lutavam contra o racismo e desejavam autonomia religiosa, Allen os convocou para se reunirem na Filadélfia para formar uma nova denominação wesleyana.
A African Methodist Episcopal Church (Igreja AME) foi formada em abril de 1816 e Richard Allen se tornou seu primeiro líder. Foi ordenado presbítero e depois bispo, o primeiro negro nessa posição nos Estados Unidos. A igreja se espalhou rapidamente pelo Norte e Centro-Oeste. O bispo Allen acreditava que ao enfatizar a doutrina e disciplina metodistas e um vigoroso testemunho social, os membros do AME se tornaram melhores herdeiros do wesleyanismo do que seus homólogos brancos. Ele codificou a religião popular negra e os padrões musicais em um hinário para a denominação em 1818. Allen foi um importante ativista denunciando a escravidão, opondo-se à remoção de negros livres dos Estados Unidos e presidiu a sessão nacional do movimento da convenção negra.
Como líder da AME, Allen criou a Sociedade Benevolente Bethel e a Sociedade Africana para a Educação da Juventude. Ele também publicou artigos no Freedom's Journal atacando a escravidão e organizações como a American Colonization Society. Allen acreditava que negros americanos escravizados e livres podiam ser melhor atendidos por meio da educação e da instrução religiosa, por isso se opôs às organizações que defendiam a migração de negros americanos para a Libéria. Compreendendo o poder de boicote econômico, Allen passou a formar a Free Produce Society, onde os membros só compravam produtos do trabalho não-escravo.